# 米本拓司
米本 拓司（よねもと たくじ、1990年12月3日 - ）は、兵庫県伊丹市出身のプロサッカー選手。Jリーグ・京都サンガF.C.所属。ポジションはミッドフィールダー（ボランチ）。元日本代表。兵庫県立伊丹高等学校卒業。

## 来歴

### プロ入り前
小学校1年生時に兄の影響でサッカーを始める。
兵庫県立伊丹高等学校の1年時に兵庫県選抜に選ばれ、地元・兵庫で開催された国民体育大会に出場。この時のプレーが視察に訪れていた城福浩U-16日本代表監督の目に留まり（視察の目当ては別の選手だった。）、同年U-16日本代表に選出された。2007年には城福が指揮するU-17日本代表の一員としてFIFA U-17ワールドカップにチーム最年少で出場。同代表でのチームメイトに山田直輝がおり、「U-17の時はアイツ（山田）がいて出られないという感じだった。意識はしますし、背中を追ってばかりなのでいつか追い越したい」と語り、好敵手の間柄にある。
2008年5月からJFA・Jリーグ特別指定選手としてJリーグ・ヴィッセル神戸に帯同し練習に参加。同時に、同年から城福が監督を務めていたFC東京の練習にも参加。競合の末、11月に高校卒業後のFC東京への入団が正式発表された。城福は当時から「バイタルエリアで献身的な守備ができる。攻撃の起点にもなれる高い技術がある」と評し、期待を寄せていた。クラブの強化担当者の評価は「パスの出せる今野（泰幸）」。米本自身は入団会見時に自身のプレーの特徴を「タイプとして似ている浅利（悟）選手が目標」「守備を得意とするので、相手の攻撃の芽をつむプレーに磨きをかけたい」とコメントしている。

### FC東京
FC東京では、今野泰幸のセンターバックへのコンバートもあり、激戦区であるボランチに割って入ると、J1第9節大宮戦からスタメンに定着。梶山陽平とのダブルボランチを組み、7月には得意としていた守備に加えて「プレスを外せるところや、DFからボールを引き出す場所が分かってきた」とオフ・ザ・ボールの動きの向上にも自信を見せ、チームの連勝に貢献。梶山からも「（ボールを）つないで時間をつくれるようになった」と成長ぶりを認められた。7月12日の対名古屋戦では、視察に訪れた岡田武史日本代表監督の称賛を受けた。シュートは上手くないとしながらも「一生懸命練習」し、第24節対大分戦で、30メートル超のミドルシュートでリーグ戦初得点。ナビスコカップ決勝戦では、前半にペナルティエリア外からミドルシュートで先制点を決め、2-0の勝利に貢献。ニューヒーロー賞と史上最年少での決勝MVPを獲得した。Jリーグ技術委員長の上野山信行からは「豊富な運動量をベースに、相手の攻撃の芽を摘む鋭い守備力、的確な判断力に加え、攻撃面におけるゴールに向かう多彩な展開力は将来の日本代表の一翼を担える」と評価された。12月21日にはアジアカップ最終予選に向けたA代表に初招集され、対イエメン戦にフル出場。中盤の底を一人で支え、逆転勝利に貢献した。
2010年には、尊敬する浅利悟 の背番号「7」を引き継ぎ（浅利も「7番は米本に」と希望していた）、開幕スタメン入りを目指していたが、2月25日の小平グランドでの練習中に負傷し、後に左膝前十字靱帯損傷および左膝外側半月板損傷と診断され戦線から離脱。長期のリハビリ期間を強いられた中で筋力トレーニングに励んで体重を5キロ増やし、10月23日のJ1第27節新潟戦でベンチ入りを果たした。翌節の清水戦からは先発出場。大熊清監督やチームメートの石川直宏から、守備のアプローチが速く、勇気あるプレーで攻守に好影響を与えたと評価された。一方で、自身はブランクによるスタミナ不足を感じており、出場を続ける中で克服に努めた。最終節にチームは16位となりJ2降格を喫したが、米本の復帰以降は3勝2分2敗 と調子を上向かせていた。当時の米本についてスポーツライターの小宮良之はスペインのマルコス・セナに似たタイプの選手と評した。
2011年は攻撃参加を目標としており、ガーナのマイケル・エッシェンを理想の選手に挙げていた。ロンドンオリンピックを目指すU-22日本代表にも選出され、ボランチを組んだ山村和也には「ヨネはバランス感覚が優れ、守備の能力が高いから（自分は）好きなように攻撃参加できる」と評価された。しかし、4月24日の千葉戦で再び左膝前十字靱帯を負傷し、手術することになった。
2012年3月17日、J1第2節名古屋戦にて途中出場し11ヶ月ぶりの試合出場を果たした。体重を増やしパワーを付けたこともあって、武器であるボールホルダーへの寄せはタイミングを見計らってのものへと変化した。U-23代表には1年以上の間選外になっていたが、関塚隆U-23日本代表監督からの評価は高く同年7月、ロンドンオリンピックに臨むU-23日本代表のバックアップメンバーに選出された。
2013年は、FC東京の副主将を務める。昨季以上の激しく素早い守備に加え、J1第24節広島戦では4年ぶりの得点を挙げ 完調を印象付けた。同年リーグ戦におけるボール奪取数において日本人最多を記録。
2014年、インサイドハーフにポジションを上げ、手薄になりがちな中盤のスペースを埋める 高い守備能力はそのままに自身初のリーグ戦複数得点を記録。前年に続き日本人最多のタックル数を数えた。
2015年7月、東アジアカップ2015に出場するA代表メンバーに5年4ヶ月ぶりに 選出された。同年のリーグ戦ではパス、タックル、インターセプト、走行距離においてチーム最多・最長を記録。
2016年は4年ぶりのAFCチャンピオンズリーグでアジアの強豪相手に引けを取らない姿を見せるなど 健闘していたが、7月のJ1・2nd第5節川崎戦で負傷退場し、後に右膝前十字靱帯断裂及び内側側副靱帯損傷と判明。翌8月にはスペイン・バルセロナの病院で再建手術を受け、全治8ヵ月と発表された。
2017年4月30日、J3第6節の長野パルセイロ戦で実戦復帰を果たし、5月10日のルヴァンカップ第5節の大宮アルディージャ戦でトップチームの公式戦で復帰を果たした。
2018年7月18日、柏レイソル戦でJ1リーグ通算200試合を達成した。

### 名古屋グランパス
2019年より名古屋グランパスへ完全移籍することが発表された。
2021年にはルヴァンカップのタイトルを獲得。
那須大亮のYouTube動画『【契約更新の秘話】アンドレス・イニエスタに契約更新の裏側を独占インタビュー！』にてヴィッセル神戸所属の元スペイン代表アンドレス・イニエスタにコンビを組んでいた稲垣祥と共に「毎回対峙するときは難しい試合になる」と称賛されていた。
2022年、湘南ベルマーレへ期限付き移籍。
2023年、名古屋グランパスへ復帰。
2024年6月27日、京都サンガF.C.に期限付き移籍することが発表された。

### 京都サンガF.C.
2025年は京都サンガF.C.に完全移籍することとなった。
2025年5月7日、FC町田ゼルビア戦にて、Jリーグ通算400試合出場を達成した。

## 所属クラブ
- 1997年 - 2002年 瑞穂SC (伊丹市立瑞穂小学校)
- 2003年 - 2005年 伊丹FCジュニアユース (伊丹市立東中学校)
- 2006年 - 2008年 兵庫県立伊丹高等学校
  - 2008年  ヴィッセル神戸 (特別指定選手)
- 2009年 - 2018年  FC東京
- 2019年 - 2024年  名古屋グランパス
  - 2022年  湘南ベルマーレ (期限付き移籍)
  - 2024年7月 - 12月  京都サンガF.C. (期限付き移籍)
- 2025年 -  京都サンガF.C.

## 個人成績
| 国内大会個人成績 | 国内大会個人成績 | 国内大会個人成績 | 国内大会個人成績 | 国内大会個人成績 | 国内大会個人成績 | 国内大会個人成績 | 国内大会個人成績 | 国内大会個人成績 | 国内大会個人成績 | 国内大会個人成績 | 国内大会個人成績 |
| 年度             | クラブ           | 背番号           | リーグ           | リーグ戦         | リーグ戦         | リーグ杯         | リーグ杯         | オープン杯       | オープン杯       | 期間通算         | 期間通算         |
| 年度             | クラブ           | 背番号           | リーグ           | 出場             | 得点             | 出場             | 得点             | 出場             | 得点             | 出場             | 得点             |
| 日本             | 日本             | 日本             | 日本             | リーグ戦         | リーグ戦         | リーグ杯         | リーグ杯         | 天皇杯           | 天皇杯           | 期間通算         | 期間通算         |
| ---------------- | ---------------- | ---------------- | ---------------- | ---------------- | ---------------- | ---------------- | ---------------- | ---------------- | ---------------- | ---------------- | ---------------- |
| 2009             | FC東京           | 28               | J1               | 28               | 1                | 8                | 3                | 3                | 0                | 39               | 4                |
| 2010             | FC東京           | 7                | J1               | 7                | 0                | 0                | 0                | 2                | 0                | 9                | 0                |
| 2011             | FC東京           | 7                | J2               | 1                | 0                | -                | -                | 0                | 0                | 1                | 0                |
| 2012             | FC東京           | 7                | J1               | 27               | 0                | 4                | 0                | 1                | 0                | 32               | 0                |
| 2013             | FC東京           | 7                | J1               | 33               | 1                | 4                | 0                | 5                | 0                | 42               | 1                |
| 2014             | FC東京           | 7                | J1               | 33               | 2                | 6                | 0                | 3                | 0                | 42               | 2                |
| 2015             | FC東京           | 7                | J1               | 31               | 1                | 5                | 0                | 2                | 0                | 38               | 1                |
| 2016             | FC東京           | 7                | J1               | 21               | 0                | 0                | 0                | 0                | 0                | 21               | 0                |
| 2017             | FC東京           | 7                | J1               | 11               | 0                | 7                | 0                | 1                | 0                | 19               | 0                |
| 2018             | FC東京           | 7                | J1               | 23               | 0                | 3                | 0                | 2                | 0                | 28               | 0                |
| 2019             | 名古屋           | 2                | J1               | 28               | 0                | 2                | 0                | 0                | 0                | 30               | 0                |
| 2020             | 名古屋           | 2                | J1               | 27               | 1                | 2                | 0                | -                | -                | 29               | 1                |
| 2021             | 名古屋           | 2                | J1               | 28               | 0                | 2                | 0                | 3                | 0                | 33               | 0                |
| 2022             | 湘南             | 15               | J1               | 27               | 0                | 6                | 0                | 1                | 0                | 34               | 0                |
| 2023             | 名古屋           | 6                | J1               | 26               | 0                | 5                | 0                | 1                | 0                | 32               | 0                |
| 2024             | 名古屋           | 6                | J1               | 13               | 0                | 0                | 0                | 0                | 0                | 13               | 0                |
| 2024             | 京都             | 37               | J1               | 11               | 0                | 2                | 0                | 2                | 0                | 15               | 0                |
| 2025             | 京都             | 8                | J1               |                  |                  |                  |                  |                  |                  |                  |                  |
| 通算             | 日本             | 日本             | J1               | 374              | 6                | 58               | 3                | 26               | 0                | 472              | 9                |
| 通算             | 日本             | 日本             | J2               | 1                | 0                | -                | -                | 0                | 0                | 1                | 0                |
| 総通算           | 総通算           | 総通算           | 総通算           | 375              | 6                | 58               | 3                | 26               | 0                | 473              | 9                |

＊2008年は特別指定選手（神戸、出場なし）
| 2017   | F東23  | 7      | J3     | 10 | 0 | 10 | 0 |
| 2018   | F東23  | 7      | J3     | 3  | 0 | 3  | 0 |
| 通算   | 日本   | 日本   | J3     | 13 | 0 | 13 | 0 |
| 総通算 | 総通算 | 総通算 | 総通算 | 13 | 0 | 13 | 0 |

| 国際大会個人成績 | 国際大会個人成績 | 国際大会個人成績 | 国際大会個人成績 | 国際大会個人成績 |
| 年度             | クラブ           | 背番号           | 出場             | 得点             |
| AFC              | AFC              | AFC              | ACL              | ACL              |
| ---------------- | ---------------- | ---------------- | ---------------- | ---------------- |
| 2012             | FC東京           | 7                | 5                | 0                |
| 2016             | FC東京           | 7                | 7                | 0                |
| 2021             | 名古屋           | 2                |                  |                  |
| 通算             | AFC              | AFC              | 12               | 0                |

その他の国際大会
- 2016年
  - AFCチャンピオンズリーグ2016・プレーオフ 1試合1得点

出場歴
- 2009年3月21日：プロ初出場 - J1第3節 vsモンテディオ山形 (味の素スタジアム)
- 2009年7月15日：プロ初得点 - ナビスコカップ 準々決勝第1戦 vs名古屋グランパスエイト (味の素スタジアム)
- 2009年8月29日：Jリーグ初得点 - J1第24節 vs大分トリニータ (味の素スタジアム)
- 2014年4月6日：J1100試合出場 - J1第6節 vsサガン鳥栖 (味の素スタジアム)

## タイトル

### クラブ
FC東京
- Jリーグカップ : 1回 (2009年)
- スルガ銀行チャンピオンシップ : 1回 (2010年)
- J2リーグ : 1回 (2011年)
- 天皇杯全日本サッカー選手権大会 : 1回 (2011年)

名古屋グランパス
- Jリーグカップ : 1回 (2021年)

### 個人
- 国民体育大会サッカー競技 優秀選手賞 (2006年)[4]
- Jリーグカップ ニューヒーロー賞 (2009年)
- Jリーグカップ MVP (2009年)
- Jリーグ優秀新人賞 (2009年[58])

## 選抜・代表歴
- 2010年1月6日：国際Aマッチ初出場 - AFCアジアカップ2011 (予選) 対イエメン戦 (サナア・Ali Muhesen Stadium)

### 出場大会
- 兵庫県トレセン (2002年-2005年[2])
- 兵庫県国体選抜
  - 2006年 - 第61回国民体育大会[2]
- U-16日本代表
  - 2006年 - 豊田国際ユースサッカー大会、北海道国際ユースサッカー大会
- U-17日本代表
  - 2007年 - コパ・チーバス、2007 FIFA U-17ワールドカップ
- U-20日本代表
  - 2009年
- U-22日本代表
  - 2011年
- U-23日本代表
  - 2012年 - ロンドンオリンピックバックアップメンバー
- 日本代表
  - 2010年 - アジアカップ予選、AFCアジアカップ2011予備登録
  - 2015年 - 東アジアカップ2015
  - 2016年 - 2018 FIFAワールドカップ・アジア3次予選予備登録[59]

### 試合数
- 国際Aマッチ 1試合 0得点 (2010)

| 日本代表 | 国際Aマッチ | 国際Aマッチ |
| 年       | 出場        | 得点        |
| -------- | ----------- | ----------- |
| 2010     | 1           | 0           |
| 通算     | 1           | 0           |

### 出場
| No. | 開催日       | 開催都市 | スタジアム                                 | 対戦国   | 結果 | 監督     | 大会                    |
| --- | ------------ | -------- | ------------------------------------------ | -------- | ---- | -------- | ----------------------- |
| 1.  | 2010年1月5日 | サナア   | アル・サウラ・スポーツ・シティ・スタジアム | イエメン | ○3-2 | 岡田武史 | AFCアジアカップ2011予選 |